# ヴァイオリンソナタ第37番 (モーツァルト)
ヴァイオリンソナタ第37番 イ長調 K.402(385e)は、ヴォルフガング・アマデウス・モーツァルトが作曲した未完のヴァイオリンソナタである。K.55～K.61までの偽作（K.61はヘルマン・フリードリヒ・ラウパッハの作品）を除けば第29番である。

## 概要
作曲の動機は不明であるが、おそらく妻のコンスタンツェのために作曲したと考えられている。作曲年代は1782年か1784年のウィーンであると考えられているがいずれも不明である。
第1楽章がモーツァルト自身の手で完成されており、第2楽章はフーガの中ほどで中断され断片のままであるが、後にマクシミリアン・シュタードラーによって補筆完成された。未完のため現在でも演奏されることがない。

## 構成
補筆によって完成され、2楽章で構成されている。演奏時間は約6分。
- 第1楽章 アンダンテ・マ・ウン・ポコ・アジタート
- 第2楽章 フーガ、アレグロ・モデラート

第1楽章の冒頭の主題は、オペラ『ドン・ジョヴァンニ』第1幕のメヌエットと酷似している。